# Ferry Point Park
Ferry Point Park je park v Bronxu v New Yorku o rozloze 167,5 hektaru (pro představu – zabírá zhruba polovinu plochy Central Parku). Leží na poloostrově v řece East River zhruba proti čtvrtím College Point a Malba v Queensu. Dálnice Hutchinson River Expressway (Interstate 678), která míří k mostu Bronx-Whitestone, park dělí na východní a západní část.
Do parku se lze dostat autobusem a je přístupný i ze strany od mostu Bronx–Whitestone.

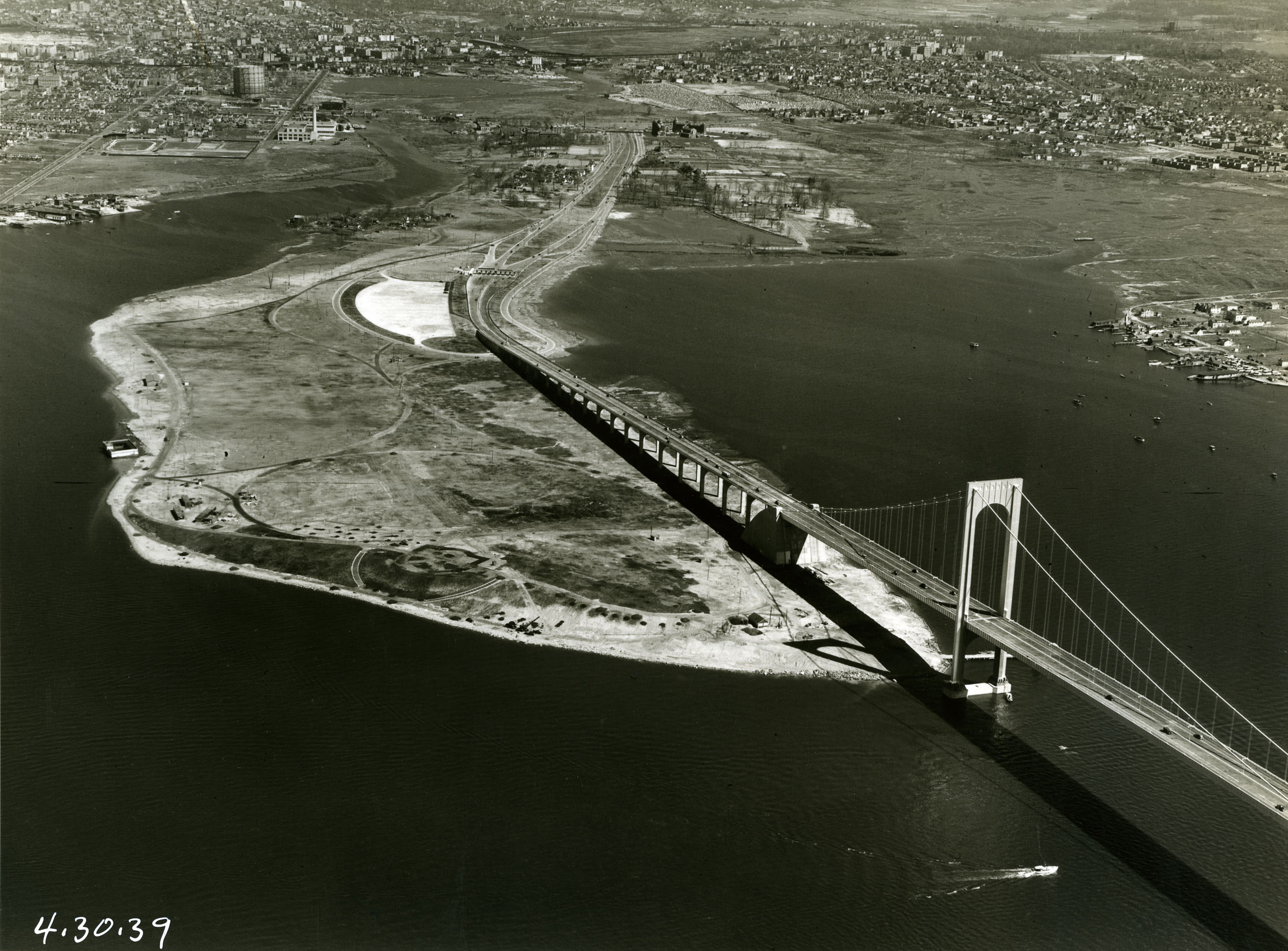
Pohled na most Bronx-Whitestone; Ferry Point leží na sever od něj

Provozuje ho město New York.

## Popis parku

### Východní část
Na východní straně se nachází golfové hřiště Trump Ferry Point, veřejný park a promenáda na nábřeží s proslulou vyhlídkou. Autoři golfového hřiště se při jeho tvorbě inspirovali krajinou Skotska.
Na východní straně s parkem hraničí hřbitov svatého Raymonda; Balcom Avenue, Miles Avenue a Emerson Avenue, dále řeka East River a most Bronx-Whitestone.

### Západní část

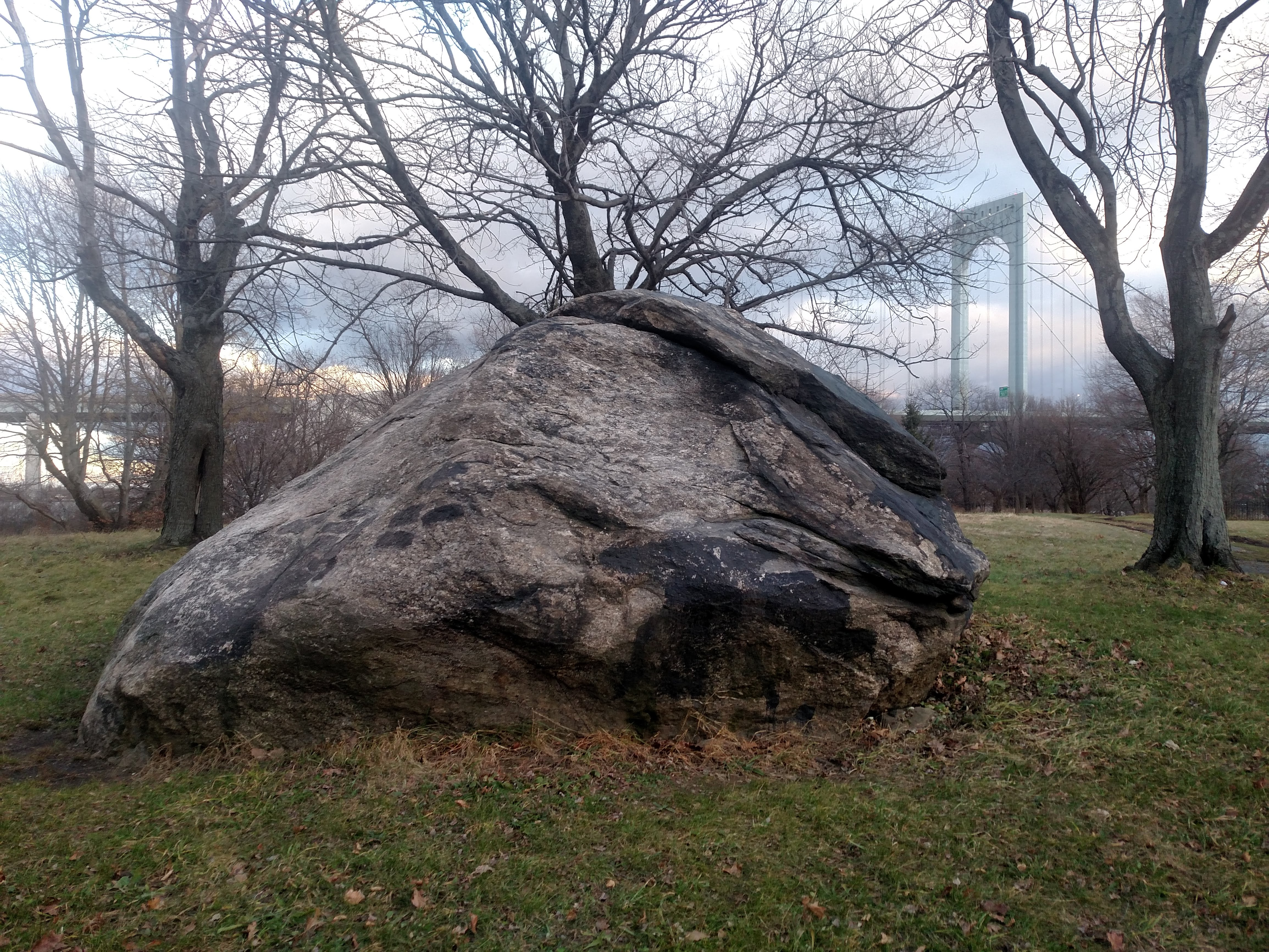
Na západní straně parku poblíž mostu Bronx-Whitestone leží tento velký balvan, který tam pravděpodobně přisunul ledovec

Západní část se využívá pro fotbal, kriket, rybaření a grilování. Organizace přátel parku Friends of Ferry Point Park se stará o úklid, sází stromy a pomáhá pečovat o tamější tři tisíce stromů, například vysazených v parcích Ferry Point 9/11 Memorial Grove  a 9/11 Living Memorial Forest. Tyto stromy věnoval monacký kníže.

## Dějiny
Ferry Point se jmenuje podle rodiny Ferrisů, kteří Throggs Neck obývali v 18. století. V 19. století se oblast vyvinula v módní letní letovisko s restaurací, kam mnoho lidí německého původu z části Manhattanu zvané Yorkville jezdívalo parníkem přes East River na pivo, které tam popíjeli venku na zahrádce.
V roce 1937 New York získal pozemek pro Ferry Point Park jako součást přípravy na stavbu mostu Bronx-Whitestone. Západní část parku byla otevřena pro veřejnost v roce 1940 nebo 1941. Když se park otevíral, byl to prostě velký pěkný park, ale od roku 2015 se z jeho větší západní části stalo Trumpovo golfové hřiště "světové třídy".